# Lutych–Bastogne–Lutych 2013
99. ročník jednodenního cyklistického závodu Lutych–Bastogne–Lutych se konal 21. dubna 2013. Vítězem se stal Ir Dan Martin z týmu Garmin–Sharp, jenž porazil druhého Joaquima Rodrígueze (Team Katusha) a třetího Alejandra Valverdeho (Movistar Team).

## Týmy
Závodu se zúčastnilo celkem 25 týmů. Všech 19 UCI ProTeamů bylo pozváno automaticky a muselo se zúčastnit závodu. Společně s šesti dalšími týmy tak utvořily startovní peloton složený z 25 týmů.

### UCI WorldTeamy
- Ag2r–La Mondiale
- Argos–Shimano
- Astana
- Blanco Pro Cycling
- BMC Racing Team
- Cannondale
- Euskaltel–Euskadi
- FDJ
- Garmin–Sharp
- Orica–GreenEDGE
- Team Katusha
- Lampre–Merida
- Lotto–Belisol
- Movistar Team
- Omega Pharma–Quick-Step
- RadioShack–Leopard
- Saxo–Tinkoff
- Team Sky
- Vacansoleil–DCM

### Pozvané týmy
- Accent Jobs–Wanty
- Cofidis
- Crelan–Euphony
- IAM Cycling
- Team Europcar
- Topsport Vlaanderen–Baloise

## Výsledky

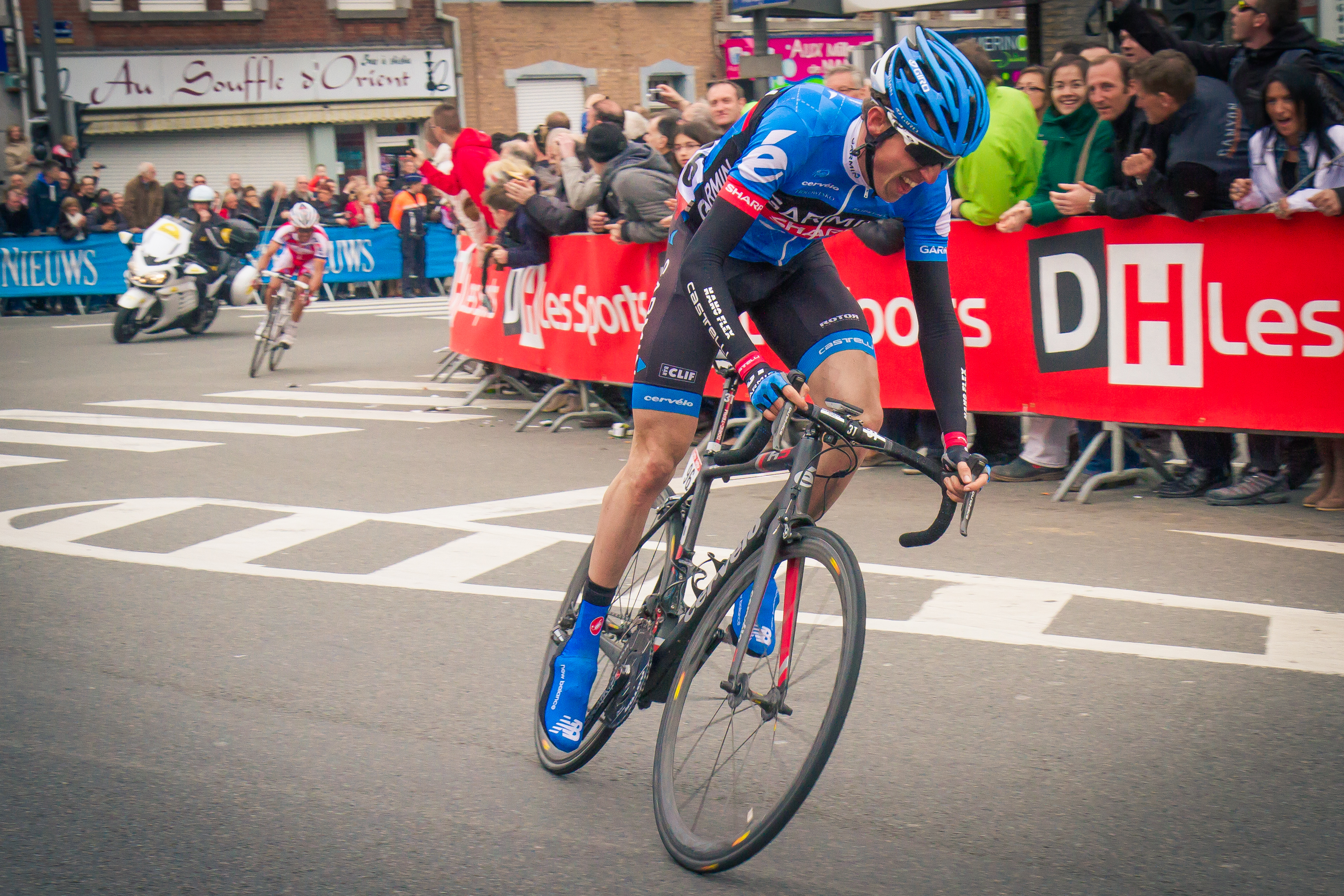
Dan Martin opouští poslední zatáčku závodu a jede si pro své první vítězství na monumentu Lutych–Bastogne–Lutych.

| Pořadí | Jezdec                   | Tým              | Čas        |
| ------ | ------------------------ | ---------------- | ---------- |
| 1      | Dan Martin (IRL)         | Garmin–Sharp     | 6h 38’ 07” |
| 2      | Joaquim Rodríguez (ESP)  | Team Katusha     | + 3”       |
| 3      | Alejandro Valverde (ESP) | Movistar Team    | + 9”       |
| 4      | Carlos Betancur (COL)    | Ag2r–La Mondiale | + 9”       |
| 5      | Michele Scarponi (ITA)   | Lampre–Merida    | + 9”       |
| 6      | Enrico Gasparotto (ITA)  | Astana           | + 18”      |
| 7      | Philippe Gilbert (BEL)   | BMC Racing Team  | + 18”      |
| 8      | Ryder Hesjedal (CAN)     | Garmin–Sharp     | + 18”      |
| 9      | Rui Costa (POR)          | Movistar Team    | + 18”      |
| 10     | Simon Gerrans (AUS)      | Orica–GreenEDGE  | + 18”      |